# Bakon (Burkina Faso)
Pour les articles homonymes, voir Bakon.
Bakon, également orthographié Bakoun, est une localité située dans le département de Batié de la province du Noumbiel dans la région Sud-Ouest au Burkina Faso.

## Géographie
Bakon se trouve à 9 km au nord de Batié, le chef-lieu du département. La ville est traversée par la route nationale 11.

## Santé et éducation
Le centre de soins le plus proche de Bakon est le centre médical avec antenne chirurgicale (CMA) de la province à Batié.